# ماركو باولو
ماركو باولو (بالبرتغالية: Marco Paulo Faria de Lemos‏) هو مدرب كرة قدم ولاعب كرة قدم برتغالي في مركز الوسط، ولد في 28 مايو 1973 في شنترة في البرتغال. شارك مع منتخب البرتغال تحت 21 سنة لكرة القدم. أما مع النوادي، فقد لعب مع إستريلا دا أمادورا وإشتوريل برايا ومافرا ونادي باسوش دي فيريرا ونادي بيلينينسش وO Elvas C.A.D. ‏.

## وصلات خارجية
- ماركو باولو على موقع قاعدة بيانات كرة القدم.إي يو (الإنجليزية)
- ماركو باولو على موقع عالم كرة القدم.نت (الإنجليزية)